# Pelophylax porosus
Pelophylax porosus е вид земноводно от семейство Водни жаби (Ranidae).

## Разпространение
Видът е разпространен в Япония.